# 春岡沙和
春岡 沙和（はるおか さわ、6月1日 - ）は、日本の女性声優。ベストポジション所属。

## 出演
太字はメインキャラクター。

### テレビアニメ
- エタニティ 〜深夜の濡恋ちゃんねる♡〜（2020年、女性社員B）- 通常版[1]

### ゲーム
- ファイトリーグ（猫磨かさね[1]）
- ツユチル・レター 〜海と栞に雨音を〜（2021年、倉橋結海[2]）